# Kristijan Keglević
Kristijan Keglević (u njemačkim tekstovima: Christian Keglevits) (29. siječnja 1961., Bandol u Gradišću, Austrija) je austrijski nogometni trener i umirovljeni nogometaš. 
Igrao je na položaju napadača.
Pripadnik je zajednice Hrvata u Austriji.

## Uspjesi
Dvaput je bio austrijskim prvakom: 1981/82. i 1982/83.

## Vanjske poveznice
- "Rapidov" igrački arhiv O Keglevitsu